# Кумух
Куму́х (лак. Гъумучи, Гъумук, исторически — Кази-Кумух) — село в Дагестане, административный центр Лакского района и одноимённого муниципального образования. Являлся центром Казикумухского шамхальства, Казикумухского ханства и Казикумухского округа. Является историческим центром лакцев.

## Расположение
Расположено в Центральном Нагорном Дагестане, на реке Казикумухское Койсу, в 96 км к юго-западу от города Махачкала.

## Название
Историческая литература упоминала Кумух в различных вариантах произношения. Ал-Масуди в X в. упоминал «Гумик» как княжество. Ал-Куфи в X в. упоминал крепость «'Амик», которая принята за «Гумик». Ибн Руста в X в. именовал Кумух как крепость «Алал и Гумик».
В XIV в. персидские историки Шами и Йезди упоминали Кумух как «Гази-Кумук» (владение шамхала). Приставка «Гази» означала, что Кумух был военно-политическим центром мусульман. В XV—XVI вв. жители северного Дагестана именовали Кумух как Къази-Къумукъ (по-кумыкски) и «Кази-Кумух» (по-русски). В хронике Дербенд-наме (XVII в.) Кумух VI в. и VIII в. именован «Кумук». В XIX в. русские, захватив Кумух, именовали его «Кази-Кумык». На лакском языке Кумух произносится как Гъумук или Гъази-Гъумук, что соответствует русскому Гумук, Кумух, Кази-Кумух и Гази-Кумух. В разговорной речи употребляется форма Гъумучи или Гъази-Гъумучи.
П. К. Услар сообщал: «Главное селение лаков называется Гумук (Кумух); лаки ранее других горских племен приняли ислам, чрез что приобрели право на почетное прозвище газы (воюющие за веру). Из соединения прозвища и названия главного селения произошло этническое Казикумух или Казыкумык, исключительно, впрочем, употребляемое жителями равнины, кумыками, у которых мы заимствовали его». Однако Л. И. Лавров ставит под сомнение, что «лакцы первыми в Дагестане по доброй воли приняли ислам».
А. А. Аликберов упоминает варианты названия Кази-Кумук, Гази-Кумук, Гумик, Гумук, Гази-Гумик, Гумаск.
По мнению лакского учёного Али Каяева, в историческом контексте под Кумухом подразумевался не только одно село, но и вся область лакцев.
В Сборнике сведений о кавказских горцах сообщалось: «Жители Казикумухского округа, в Среднем Дагестане, известные нам под именем Казикумухов или Казыкумыков, сами себя называют лак, а родину свою — лакрал кӏану (место лаков)». Лакские языковеды, доктора филологических наук И. Х. Абдуллаев и К. Ш. Микаилов пишут, что использование «лак» в качестве самоназвания — вторичное явление, которое, вероятно, укоренилось в Средние века, а в более ранних источниках лакцы и их страна назывались по главному аулу лакцев — Кумух.

## История
Вытесненные с равнины племена гуннов-савиров (предков современных кумыков) ушли в горы Дагестана и основали государство Тавйяк (персидское название — Сарир), выбрав в качестве опорных пунктов Хунзах и Кумух[страница?]. В лакском языке выявлен булгарский субстрат — остатки языка гуннов и сабиров. Исследования антропологов показывают длительное соседство чувашей и лакцев в древности.
Первые достоверные сведения о Кумухе относятся к VI веку н. э., когда Кумух был в составе Сасанидской империи.
По легендарном версии (подвергнутой сомнению В. В. Бартольдом) в 734 году Кумух вошёл в состав Арабского халифата. Генерал-историк В. А. Потто (1899 ) сообщал: «Арабы поставили правителем лаков некоего Шах-Бала». В местной летописи «История Маза» кумукские эмиры вели войну с правителем Кайтага Амир Чупана Мазинского, который взял Кумук, и назначил туда правителя из числа своих близких «из ханско-хаканских поколений», являвшегося при этом человеком из потомства Аббаса (арабов-курейшитов).
В 778 году была построена Кумухская джума-мечеть и в Лакии утвердился ислам. Согласно сведениям курдского писателя XII века Масуда ибн Намдара, жители Кумуха окончательно приняли ислам в конце XI века и событие это произошло благодаря активному содействию мусульманского Ширвана при посредничестве мусульманских жителей Лакза. Шамхалы Кумуха, вероятно, приняли ислам в конце XIII века, когда в истории начинаются их мусульманские имена.
Впоследствии Кумух получил приставку «Гази», то есть распространители ислама. Наименование «Гази-Кумух» впервые упоминалось в конец XIV века.
На рубеже XI—XII веков Кумух стал столицей Казикумухского шамхальства, а после его распада в 1640-х годах — столицей Казикумухского ханства.

### В составе России
В 1820 году Казикумухское ханство было завоевано Российской империей и передано в состав Кюринского ханства. В 1859 году ханство было присоединено к России, в результате чего Кумух стал центром Казикумухского округа.
В конце XIX века лакцы, как и многие другие народы Дагестана и в общем Кавказа, уезжали на заработки в разные города России. В 1868 году российский генерал А. В. Комаров писал, что из Казикумухского округа «почти все взрослые мужчины отправляются искать себе работу в разные места».

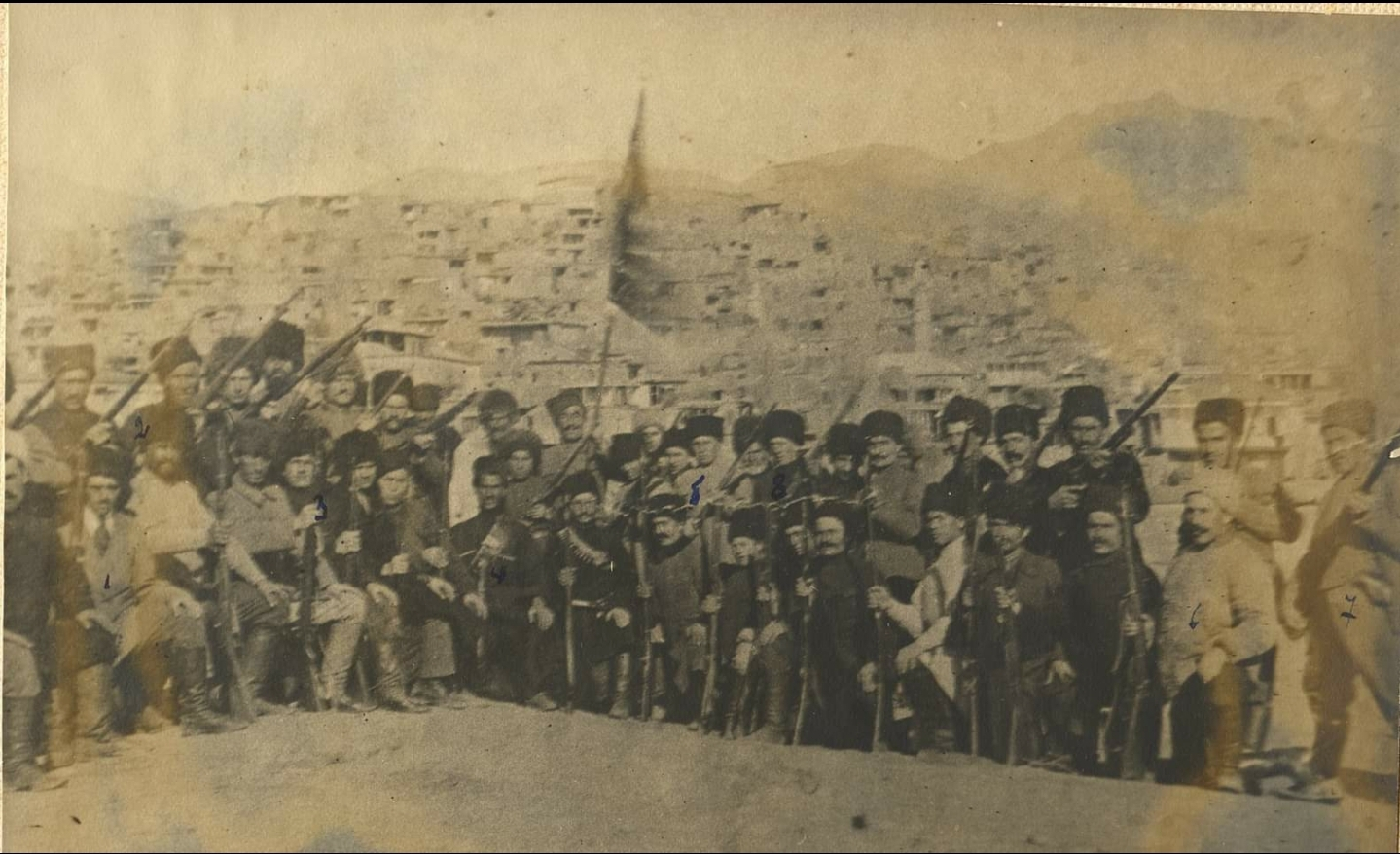
Антибольшевисиский отряд из Кумуха готовится к наступлению на Петровск, март 1918 года. Гражданская война в Дагестане

В 1918 году антибольшевистский отряд из Кумуха участвовал в Гражданской войне.
В 1922 году Казикумухский округ был переименован в Лакский округ, а в 1928 году упразднён. В 1935 году был образован Лакский район, центром которого стал Кумух.

## Ремесло
В XIX веке основным рынком сбыта продуктов населения Казикумухского ханства был базар в Кази-Кумухе, где можно было увидеть не только лакцев со своими товарами, но и аварцев, даргинцев и лезгин. Казикумухцы производили медные водоносные кувшины и другие изделия. Кази-Кумух был одним из центров производства оружия.
О. В. Маркграф, один из ответственных деятелей комитета по кустарным промыслам Кавказа, писал в своей книге «Очерк о кустарных промыслах Северного Кавказа в 1882 г.» — «В далеком прошлом аул Кумух заслуженно прославился как своего рода столица и производственный центр округа, известный самыми изящными образцами оружейного искусства».
Лакские кустари занимались в основном оружейным промыслом. После окончания Кавказской войны началось развитие других видов кустарных промыслов — обработка золота и серебра, производство обуви и одежды, лудильное и медное дело. Особо славились изделия из серебра и золота, отделанные эмалью и слоновой костью кумухских мастеров. В одном Кумухе было 150 ювелиров.
Посетивший в 1882 году Кази-Кумух российский учёный Д. Н. Анучин, заслуживший всемирный авторитет исследованиями в области археологии и этнографии, писал: «Кази-Кумух аул вообще мало посещаемый, между тем один из известнейших в Дагестане. Жители занимаются отчасти земледелием, но более промышленностью, изготовлением и отделкой оружия, медной посуды, а также торговлей».
На парижской выставке в 1889 году экспонировался медный рукомойник с фонарем работы лакского мастера Али-Буты Шабана. Известны имена других мастеров Кумуха — Мунчаев, Абдурахман Шахшаев, Гаджи Магомед. В Кутаисской губернии число зарегистрированных лакских ювелиров было свыше 50 человек, Тифлисской — 120 человек. В самом Тифлисе — более 90 человек.
Из лакских оружейников известными стали тухумы Абдулла Акиевых, Гузуновых и Малла-Омаровых. Осман Омаров — мастер холодного оружия, родом из лакского селения Гази-Кумух, имел мастерскую во Владикавказе, в которой работали 15—20 рабочих. Клинки мастерской Османа высоко ценились и пользовались наибольшей популярностью. Частыми заказчиками были казаки. Гузун Гузунов (1844—1913) — уроженец лакского селения Гази-Кумух, мастер холодного оружия и серебряных дел, руководил мастерской вместе с братом Дурпалом. В 1889 году в мастерской Гузунова работало 20—30 человек. Мастерская Гузунова изготавливала шашки, сабли, кинжалы, пистолеты, кобуры, а также мужские и женские пояса. В Гази-Кумухе родился, учился и позже преподавал в медресе лакский просветитель Али Каяев.

## Экономика
Сельхозпредприятия, строительные организации, школа и больница.

## Население
| 1939  | 1959  | 1970  | 1979  | 1989  | 2002  | 2010  |
| ----- | ----- | ----- | ----- | ----- | ----- | ----- |
| 2386  | ↘1981 | ↗2088 | ↘1869 | ↗1965 | ↗2483 | ↘1930 |
| 2021  |       |       |       |       |       |       |
| ↗2284 |       |       |       |       |       |       |

Этнический состав (2002):
- лакцы — 93 %,
- даргинцы — 3,9 %,
- аварцы — 1,7 %[35].

Некоторые тухумы Кумуха происходят из других народов и обществ, как например, Хайдаковы — от кайтагцев, Афгановы — афганцев, Ногаевы — ногайцев, Аббисиновы — аббисинцев, Кажлаевы — лезгины из Мискинджы, тухум Къабанар — лезгины из Ахты, а одна из общин Кумуха называется Гъуннал ал — народ гуннов. По мнению лакского историка Ильяса Каяева, в Кумухе много фамилий, которые ведут свое происхождение от лезгин.

## Галерея

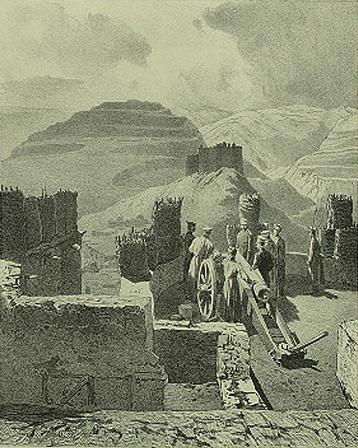
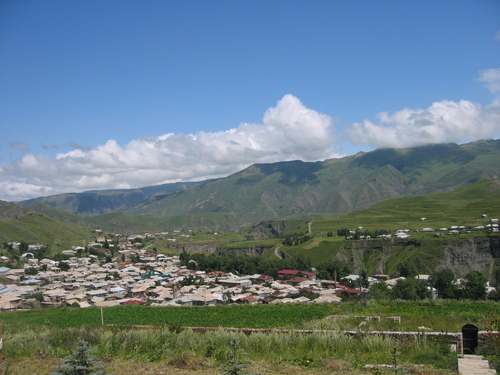
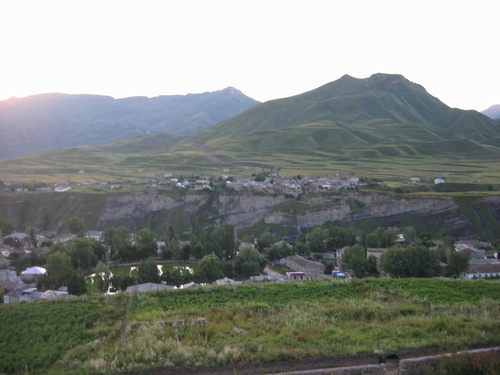